# Caroline Bongrand
Caroline Bongrand, née le 18 octobre 1967 à Paris, est une écrivaine et scénariste française.

## Biographie
Elle est l'auteure de romans et d'un essai, et scénariste de cinéma.
Ses thèmes de prédilection sont l'identité, l'exil, mais aussi l'amour imaginaire, fantasmé.
Son roman De la bouche des enfants a obtenu en 1994 le prix littéraire de la vocation de la Fondation Bleustein Blanchet. En 2005, L'Enfant du Bosphore a reçu le prix Alberto Benveniste Littérature.
Son essai sur la condition de la femme, Le Corset Invisible coécrit avec Éliette Abécassis, est paru aux Éditions Albin Michel en mars 2007,.
Le court-métrage Tu devrais faire du cinéma, dont elle signe le scénario, avec au casting Mareva Galanter et Claude Chabrol dans son propre rôle, a été sélectionné pour le Festival du Film de Venise en 2001 et a obtenu le prix du meilleur court-métrage au Festival du Film de Bruxelles.
De 2007 à début 2010, elle a été la rédactrice en chef de L'Officiel de la Mode.
Elle est l'auteur du scénario d'Eiffel réalisé par Martin Bourboulon avec dans les rôles principaux, Romain Duris et Emma Mackey, qu'elle a adapté de 2017 à 2019 avec Thomas Bidegain et Martin Brossollet. La genèse de ce scénario fait l'objet d'un roman, Pitch, paru en 2000 puis de Eiffel et moi en 2021. Ce scénario, grand film d'époque en costumes, a mis 22 ans à parvenir à être produit.

## Œuvres

### Littérature
- Manhattan Désarroi. Payot, 1991
- Le Souligneur. Stock, 1992
- De la bouche des enfants. Stock, 1993, Prix littéraire de la Fondation de la Vocation Bleustein Blanchet, Prix de l'été du livre
- Avant de te dire oui. Stock, 1995
- Maximum. Stock, 1996

- L'Enfant du Bosphore. Robert Laffont, 2004[9]. Prix Alberto Benveniste 2005
- Pitch. Nil, 2005

- Le Corset invisible. Albin Michel, 2007
- Caroline Bongrand et Florence Müller (préf. Irina Antonova), Inspiration Dior : [exposition, Moscou, Musée des beaux-arts Pouchkine, 26 avril-24 juillet 2011], Paris, Éditions de La Martinière, 2011, 326 p. (ISBN 978-2-7324-4623-3, présentation en ligne)
- Christian Dior. Assouline, 2013
- Christian Dior and Chinese artists. 2013
- Esprit Dior. la Martinière, 2014
- Trois définitions de l'amour. Robert Laffont, 2013[10]
- Vous aimer. Robert Laffont, 2016[11]
  - (de) Das, was sie Liebe nennen. Trad. Carola Fischer. Heyne, Munich 2017
- Ce que nous sommes, Denoël, 2020
- Eiffel et moi, Sixiemes, 2021
- Louis, l’audacieux, Gallimard, 2021 (traduit en anglais, coréen, chinois, japonais).
- Les Présences, Denoël, 2023.

### Cinéma et télévision

#### Scénario
- 2002 : Tu devrais faire du cinéma de Michel Vereecken (court-métrage)
- 2005 : Parlez-moi d'amour de Lorenzo Gabriele (téléfilm)
- 2021 : Eiffel réalisé par Martin Bourboulon

## Décoration
- Chevalier dans l'ordre national du Mérite[12]
- Cofondatrice de "l'Association des amis de Romain Gary" (devenue les "Mille Gary").